# Male Lašče
Male Lašče – wieś w Słowenii, w gminie Velike Lašče. W 2018 roku liczyła 282 mieszkańców.